# Søren Kjeldsen
Pour les articles homonymes, voir Kjeldsen.
Søren Kjeldsen, né le 17 mai 1975 à Aalborg, est un golfeur danois.

## Biographie
Passé professionnel en 1999, il évolue sur le Challenge Tour, circuit sur lequel il remporte sa première victoire professionnelle en 1997 lors du « Volvo Finnish Open ». À l'issue de cette année, il gagne le droit de rejoindre le Tour européen PGA.
Sa première victoire sur ce circuit se situe en 2003 lors du Diageo Championship at Gleneagles. Il doit ensuite attendre 2008 pour obtenir une seconde victoire, lors du Volvo Masters. Il termine la saison en 10e position à l'ordre du Mérite européen.
Il remporte une nouvelle victoire, de nouveau sur le sol espagnol, lors de l'Open d'Andalousie.